# Aluminijev fosfid
Aluminijev fosfid (AlP) je anorganska spojina, ki se uporablja v polprevodnikih in v proizvodnji pesticidov. V trdnem stanju je brezbarvna in se navadno prodaja kot sivo-zeleno-rumen prah. Obarvanost je posledica nečistoč, ki so produkt hidrolize in oksidacije. 
Pesticide se trži v obliki pelet, tablet in poroznih pretisnih omotih v vrečkah ali prahu. 
Spada med eksplozivno nevarne snovi. Pri stiku z vodo namreč nastaja vnetljiv in strupen plin fosfin. Lahko se vname že pri stiku z vlažnim zrakom. Do vžiga lahko pride zaradi segrevanja, iskre ali plamena. Lahko se ponovno vname po pogasitvi požara. Snov se prevaža raztopljena v zelo vnetljivih tekočinah. Iztekanje lahko povzroči požar ali eksplozijo.

## Značilnosti
Kristal aluminijevega fosfida so temno sivi ali temno rumeni. Njihov vonj je podoben vonju česna ali razkrajajočih rib. Termodinamično stabilni so pri temperaturi do 1000 °C (1830°F).
Aluminijev fosfid reagira z vodo tudi že na sobni vlažnosti, pri tem proizvede vodikov fosfid z zakisanjem pa sprošča fosfin.

## Priprava
AlP se sintetizira v kombinaciji različnih elementov:
4 Al + P4 → 4 AlP
Pri ravnanju z AlP je potrebna posebna previdnost, da snov ne pride v stik z vlago, ker se pri reakciji z njo izloči strupen in eksploziven plin fosfin.
AlP + 3 H2O → Al(OH)3 + PH3
AlP + 3 H+ → Al3+ + PH3

## Uporaba
Uporaba aluminijevega pesticida je omejena in zakonsko predpisana, zato ga lahko kupujejo le tisti, ki imajo za to določen certifikat, enako določa tudi uradni list EU. Prvič je bil registriran v Združenih državah Amerike leta 1950. Na lestvici EPA (agencija za okoljsko varnost) je po strupenosti na prvem mestu. Proizvodi, ki ga vsebujejo morajo biti označeni z napisom nevarnost. 
Aluminijev fosfid se uporablja kot rodenticid, insekticid in fumigant pri shranjevanju v zaprtih prostorih, transportu in predelavi poljskih pridelkov.
Na slovenskem trgu je edini preparat, ki vsebuje aluminijev fosfid Phostoxin. Proizvaja pa ga Detia Freyberg GmbH.  